# Amos Eaton
Amos Eaton (17 de maig de 1776 - 10 de maig de 1842) va ser un botànic, geòleg i educador estatunidenc que es considera el fundador de la nova metodologia científica en l'educació, que va ser un canvi radical de la tradició de les arts liberals nord-americanes dels clàssics, la teologia, les classes magistrals i l'oratòria. Va cofundar l'Escola Rensselaer el 1824 amb Stephen van Rensselaer III "en l'aplicació de la ciència per als propòsits comuns de la vida". Els seus llibres al segle xviii van ser un dels primers publicats gràcies als quals es va provar nova metodologia científica als Estats Units, i en un llenguatge que tothom poguera llegir. Les seues classes de botànica a la dècada de 1820 van ser les primeres en aplicar-la al país. Les populars conferències i escrits d'Eaton van inspirar nombrosos pensadors, en particular dones, a qui va animar a assistir a les seues xerrades públiques sobre filosofia experimental. Arran d'açò, Emma Willard fundaria el Seminari Femení Troy (L'Escola Emma Willard), i Mary Mason Lyon, el Seminari Femení Mount Holyoke (Mount Holyoke College). Amos va ocupar el rang de professor superior a Rensselaer fins a la seua mort el 1842.

## Biografia
Amos Eaton va nàixer a Chatham, comtat de Columbia (Nova York), el 17 de maig de 1776. El seu pare, el capità Abel Eaton, era un granger amb uns bons ingressos. Va pertànyer a una família que traçava el seu llinatge a John Eaton, que va arribar de Dover, Anglaterra el 1635, instal·lant-se dos anys després a Dedham, Massachusetts Bay Colony. Amos va mostrar preferència primerenca per la natura, a l'edat de setze anys construint la seua pròpia brúixola per explorar el territori com un pioner.
Durant la seua joventut, va ser enviat a Williamstown amb la reverend doctor Potter, de Spencertown, per estudiar al Williams College. Després de graduar-se el 1799 amb altes marques en filosofia natural, es va casar amb la filla de Malachi i Mary Thomas (nom de fadrina McCall) l'octubre del mateix any, que va morir el 1802, deixant-li un fill. Va començar a estudiar jurídiques amb Elisha Williams, de Spencertown, i Josiah Ogden, de Nova York, va rebre l'ingrés al Tribunal Suprem de Nova York. Una associació que va formar a Nova York amb el doctor David Hosack i el doctor Samuel L. Mitchell, va marcar un altre punt determinant en la seua carrera, perquè sota la seua instrucció, es va comprometre amb les ciències naturals, i en particular amb la botànica. Eaton va exercir d'advocat i d'agent de terres a Catskill (Nova York) fins al 1810, quan va ser empresonat per acusació de falsificació, passant quasi cinc anys a la presó.
Després del seu alliberament al 1815, es va traslladar a New Haven a la Universitat Yale per cursar estudis sobre botànica, química i mineralogia, matriculant-se de les assignatures impartides per Benjamin Silliman i Eli Ives. Després va tornar al Williams College per oferir una rècua de conferències i classes voluntàries dels estudiants sobre botànica, zoologia, mineria i geologia, i va publicar un diccionari botànic. El 1817, va publicar el seu Manual de botànica per als Estats del Nord, la primera flora completa de la zona, que al final va estar composta per vuit edicions. Des del Williams College les conferències es van estendre, en forma de cursos, amb instruccions pràctiques a classes, a les ciutats més grans de Nova Anglaterra i Nova York.
Va tornar a l'Estat de Nova York el 1818 a Albany per assistir a una sèrie de conferències en la Legislatura de l'Estat de Nova York de DeWitt Clinton sobre la geologia de l'estat en relació amb l'edifici del Canal d'Erie i l'agricultura. Entre els legisladors que van assistir a aquestes conferències es trobava Stephen Van Rensselaer III, terratinent de Rensselaerswyck, que, el 1820, el va contractar per produir un sondeig geològic del comtat d'Albany, que va ser seguit per prospeccions geològiques de bona part de la zona per on va ser construït el canal. En última instància, Eaton completaria una enquesta d'un tram de cinquanta quilòmetres d'ample de Buffalo (Boston).
A més a més, va participar en debats a l'Acadèmia Lenox i al Medical College de Castleton (Vermont), on va ser nomenat professor d'història natural el 1820. Va impartir conferències i pràctiques a Troy (Nova York), sentant les bases del treball del Liceu d'Història Natural. El 1820 i el 1821, va desenvolupar estudis geològics i agrícoles als comtats d'Albany i Rensselaer subvencionats per Van Rensselaer. Els esforços d'Eaton van portar a Troy un dipòsit d'una extensa i exhaustiva col·lecció d'exemplars geològics i d'explotacions terrestres.

### Escola Rensselaer
Després de cofundar l'Escola Rensselaer (Rensselaer School) el 1824, Van Rensselaer va nomenar Eaton per ensenyar química, filosofia experimental, geologia, explotació i les "lleis que regulen els oficials i els jurats de la ciutat". En aquell moment, Eaton era un orador públic ben consolidat sobre filosofia natural, de gira i de conferències al nord-est. També va ser un reconegut pioner en botànica i principal agrimensor del país. De seguida, va començar a desenvolupar un nou tipus d'institució dedicada a l'aplicació de la ciència a la vida, a un prospecte científic modern, amb nous mètodes d'instrucció i examinació, a reconèixer la possibilitat de les dones en educació superior i a fer pràctiques en formació per a adults. L'objectiu original d'Eaton era formar també professors i deixebles, cosa que va fer en gran nombre. Els estudiants van aprendre fent-ho, en fort contrast amb el mètode convencional d'aprenentatge mitjançant la memorització. Els estudiants es van convertir en experimentadors i treballadors i, en lloc d'oradors. Eaton sovint també conduïa excursions d'un dia, portant als estudiants a observar l'aplicació de la ciència en les granges properes i en tallers, adoberies i fàbriques de lleixiu. Després tornaven al laboratori per analitzar els principis implicats. Aquesta també va ser una innovació, ja que va suposar una reversió del mètode pedagògic habitual, que va començar amb el principi i va procedir a l'aplicació. El focus principal d'Eaton va ser la formació dels estudiants per ensenyar ciències i aplicacions a la comunitat agrícola de Nova York mitjançant demostracions experimentals, un objectiu d'acord amb els instituts de mecànica i moviments dels liceus britànics per difondre coneixement útil. Com a resultat, el sistema d'instrucció d'Eaton va suposar un desafiament, si no una amenaça, per als col·legis tradicionals d'arts liberals, provocant que expandiren els seus propis currículums i crearen departaments o escoles d'enginyeria i ciències. L'educació formal d'enginyeria no s'afegiria als estudis de l'Escola Rensselaer fins al 1828. Després de convertir-se en professora d'història natural a la Universitat Harvard el 1842, Asa Gray requerir algun treball pràctic de tots els seus estudiants en botànica segons la línia establerta per Amos Eaton. Sota el seu lideratge, Troy va rivalitzar amb Londres com a centre d'estudis geològics a la primera part del segle xix.
Eaton estava interessat en l'educació per a les dones, les havia donat conferències durant la seua gira per Nova Anglaterra i es va convèncer que el seu fracàs en la ciència era causat per una oportunitat inferior, no per una "perversió del gènere femení". Eaton, clarament esperava educar les dones a l'escola. Creia que les dones eren capaces d'aprendre ciències pràctiques i matemàtiques; simplement no se'ls havia ensenyat les assignatures a les acadèmies tradicionals femenines. El seu compromís amb la causa va el portar a matricular una classe de vuit dones joves en un curs especial de matemàtiques per demostrar que podrien avançar més enllà de "la geometria especulativa i l'àlgebra com es practica generalment en els seminaris femenins". Quan els estudiants van acabar el seu curs d'estudi el 1835, va sol·licitar una revisió dels seus progressos per part del consell d'examinadors de l'escola, els quals no els entusiasmava massa la idea. Les vuit dones joves que van participar en l'experiment d'Eaton van continuar la seua formació al Seminari Femení de Troy. Eaton va entrenar a un notable futur grup de científics i va impartir classes a un innombrables nombre d'educadors posteriors.
Avui, el Saló Amon Eaton que acull el departament de matemàtiques, i la càtedra Amos Eaton és una dotació de professors de l'institut que porta el seu nom. La Càtedra Amos Eaton va ser donada originalment pels estudiants a Amos Eaton el 1839, però després va ser retornada a l'institut per la família Eaton.

### Biografia
Després de la mort de la seua primera esposa, Polly Thomas, Eaton es va tornar a casar amb Sally Cady el 1803, amb qui va tenir cinc fills. Després de la seua mort, es va tornar a casar amb Anna Bradley el 1816, amb la qual va tenir tres fills i dues filles. Després de morir, Eaton es va casar amb Alice Johnson el 1827, que li va donar un fill i el va sobreviure uns quatre anys. Tres dels seus fills mostraven una preferència per la filosofia natural. Hezekiah Hulbert Eaton (1809-1832) es va convertir en químic a la Universitat de Transilvania, però va morir als vint-i-tres anys. El major general Amos Beebe Eaton (1806-1877) va ser un oficial de l'exèrcit dels Estats Units interessat en la filosofia natural. Sara Cady Eaton (1818-1881) va ensenyar ciències naturals i idiomes moderns al seminari d'una jove dona a Monticello (Illinois). El net d'Eaton, Daniel Cady Eaton (1834-1895), va exercir la botànica a la Universitat Yale en la dècada de 1860.

### Descendència
De Polly Thomas:
-Thomas Hurd Eaton: nascut l'11 de juny de 1800 a Chatham (Nova York). Va morir el 9 de juny de 1861 a Chatham Four Corners (Nova York).
De Sally Cady:
-Daniel Cady Eaton: nascut el 17 de juny de 1804 a Catskill (Nova York). Va morir el 10 de juny de 1855 a París, França.
-Amos Beebe Eaton: nascut el 12 de maig de 1806 a Catskill (Nova York). Va morir el 21 de febrer de 1877 a New Haven, CT.
-Timothy Dwight Eaton: nascut el 19 de desembre de 1807 a Catskill (Nova York). Va morir el 14 de novembre de 1828 a Troy (Nova York).
-Hezekiah Hulbert Eaton: nascut el 21 de juliol de 1809 a Catskill (Nova York). Va morir el 16 d'agost de 1842 a Lexington (Kentucky)
-Charles Linnaeus Eaton: nascut el 19 de març de 1811 a Chatham (Nova York). Va morir el setembre de 1814.
D'Anna Bradley:
-Sara Cady Eaton: nascuda el 8 d'agost de 1817 a Williamstown (Massachusetts). Va morir l'11 d'abril de 1881 a New Haven.
-William Bradley Eaton: nascut l'11 de novembre de 1819 a Troy (Nova York). Va morir el 29 de maig de 1834 a Troy (Nova York).
-Cuvier Eaton: nascut l'11 de gener de 1822 a Troy (Nova York). Va morir el 1870.
D'Alice Johnson:
-Johnson Humboldt Eaton: nascut el 23 de novembre de 1828 a Troy (Nova York). Va morir el 24 de maig de 1880 a Reno (Nevada).

## Obres
Amos Eaton va publicar treballs sobre agricultura, botànica, enginyeria, geologia, topografia i zoologia.
- Art without Science (1800)
- Elementary Treatise on Botany (1810)
- Botanical Dictionary (1817) (2nd 1819, 4th ed. 1836)
- Manual of Botany (1817)
- Index to the Geology of the Northern States (1818)
- Geological and Agricultural Survey of the County of Albany, New York (1820)
- Chemical Notebook (1821)
- Chemical Instructor (1822)
- Cuvier's Grand Division (1822)
- Geological Nomenclature of North America (1822)
- Zoological Syllabus and Notebook (1822)
- Geological and Agricultural Survey of the District adjoining the Erie Canal (1824)
- Philosophical Instructor (1824)
- Botanical Exercises (1825)
- Botanical Grammar and Dictionary (1828)
- Geological Text-Books Prepared for Popular Lectures on North American Geology (1830)
- Directions for Surveying and Engineering (1838)
- Geological Text-Book for the Troy Class (1841)

## Estudiants d'Eaton
- James Curtis Booth — químic, fonedor i refinador de la Moneda dels Estats Units
- Ezra S. Carr — metge, científic natural
- George Hammell Cook — geòleg estatal de Nova Jersey i vicepresident del Rutgers College
- James Dwight Dana — geòleg, zoòleg
- James Eights — explorador de l'Antàrtida
- Ebenezer Emmons — geòleg; anomenada les muntanyes Adirondack
- Asa Fitch — historiador i entomòleg natural
- Asa Gray — botànic
- James Hall — primer geòleg de l'Estat de Nova York
- Joseph Henry — desenvolupador de l'electromagnetisme
- Eben Norton Horsford — científic
- Douglass Houghton — metge, químic, geòleg
- Mary Mason Lyon — fundadora del Seminari Femení Mount Holyoke
- Almira Hart Lincoln Phelps — científic i educador natural
- John Leonard Riddell — botànic, geòleg i autor
- Abram Sager — professor de zoologia, botànica, obstetrícia i fisiologia
- John Torrey — botànic
- Emma Willard — fundadora del Seminari Femení de Troy

## Oficis ocupats
Va ser Professor cap de l'Escola Rensselaer (1824-1842). Va ser succeït per George Hammell Cook.